# Полевой, Валерий Петрович
Полевой (Могила), Валерий Петрович (укр. Валерій Петрович Польовий; 3 июня 1927, Одесса — 2 мая 1986, Киев) — советский и украинский композитор, ученик Бориса Лятошинского, член Союза композиторов СССР, лауреат Всесоюзного конкурса композиторов (1958).

## Биография
- Отец — Пётр Иванович Могила, артист Государственного Украинского народного хора им. Г. Веревки (псевдоним «Петр Полевой»).
- Мать — Мария Петровна Могила (Федорова, Казакова), артистка ТРАМа (Петроград), режиссёр.
- Супруга — Евгения (Биби-Хозинэ) Полевая, нотный график
- Дочь — Виктория Валерьевна Полевая, украинский композитор, лауреат премии им. Бориса Лятошинского.
- Брат — Геннадий Петрович Полевой (Могила), украинский художник-график.

- 1950 — окончил с отличием Киевскую государственную консерваторию им. П. И. Чайковского по классу композиции Б. Н. Лятошинского.
- 1950 — вместе с братом арестован по обвинению в создании молодёжной антисоветской организации, так называемой «Народно-Освободительной Партии» (НОП), «…ставившей своей задачей подготовку вооруженного восстания с целью свержения в Советском Союзе политического строя…».
- 1950—1954 — отбывал срок заключения на медных рудниках Джезказгана (Карагандинская область Казахской ССР).
- 1954 — реабилитирован.
- 1955—1956 — преподавал в музыкальных школах Киева.
- 1956—1961 — музыкальный редактор Издательства изобразительного искусства и музыкальной литературы.
- 1962—1963 — редактор республиканского отделения изд-ва «Советский композитор».
- 1963—1965 — музыкальный редактор издательства «Мистецтво».
- 1966 — старший методист Центрального Дома народного творчества УССР.
- 1973—1976 — консультант Союза композиторов УССР.
- 1976—1986 — консультант Киевской организации Союза композиторов УССР.

## Сочинения

### Для хора и оркестра
- 1975—1980 «Реквием» памяти Ивана Хоменко для смешанного хора, солистов и большого симфонического оркестра на стихи И. Драча, М. Коротича, И. Винграновского.

### Для симфонического оркестра
- 1986 Концерт для 2-х скрипок и симфонического оркестра
- 1976 Две пьесы: «Летние тона», «Мазурка»
- 1970 Увертюра
- 1970 Украинская сюита № 1
- 1967 «Октябрьское приветствие»
- 1962 «Сатирическое скерцо»
- 1961 Два вальса
- 1960 Симфоническая поэма «Песня»
- 1952 «Украинский танец»
- 1950 «Поэма»

### Для оркестра украинских народных инструментов
- 1972 Концерт для цимбал и оркестра украинских народных инструментов
- 1972 «Гопак»
- 1970 Украинская сюита № 2 («Коломыйки»)
- 1969 Поэма «Чуєш, брате мій»
- 1968 «Спиваночки»
- 1963 «Казачок»
- 1963 Картина «Зачарованные дали»
- 1962 Скерцо «Космонавты»

### Камерно-инструментальные сочинения
- 1973 Струнный квартет № 2
- 1966 «Поэма» для фортепиано и цветооргана
- 1949 Струнный квартет № 1

### Для фортепиано
- 1948 Соната
- 1948 Две поэмы
- Пьесы для детей

### Для голоса и фортепиано
- 1968 Вокальный цикл «Письма к Янеку» (сл. Н. Сосниной)
- Романсы на стихи С. Есенина, В. Вернадского, Л. Забашты, Т. Коломиец, И. Неходы, И. Хоменко и др.

### Для народных инструментов
- 1971 «Элегия» для шестиструнной гитары
- 1971 Концертная фантазия для балалайки и фортепиано
- 1967 Сюита для балалайки и фортепиано
- 1967 Четыре пьесы для балалайки и фортепиано
- 1966 Две концертные пьесы для домры и фортепиано
- 1966 Сюита для дуэта бандур
- 1965 «Веселые этюды» для бандуры
- 1964 Соната для домры и фортепиано
- 1964 «Альбом бандуриста»
- 1958 «Этюд» для баяна

### Обработки
- 1968 Дума «Плач невольников»
- хоры, песни, переложения для капеллы бандуристов (издательство «Музыка»)